# Соводень
Соводень (словен. Sovodenj) — поселення в общині Гореня вас-Поляне, Горенський регіон, Словенія. Висота над рівнем моря: 577,8 м.